# Сьюэлл, Джеки
Джон Сью́элл (англ. John Sewell; 24 января 1927 — 26 сентября 2016), более известный как Дже́ки Сью́элл (англ. Jackie Sewell) — английский футболист, нападающий. Известен по выступлениям за клубы «Ноттс Каунти», «Шеффилд Уэнсдей», «Астон Вилла» и «Халл Сити». Его переход в «Шеффилд Уэнсдей» в 1951 году стал самым дорогим на тот момент трансфером в футболе. Выступал за национальные сборные Англии и Замбии. До 2016 года оставался единственным из живых участников «матча века» против сборной Венгрии 1953 года.

## Клубная карьера
Уроженец Келлса (Уайтхейвен, графство Камберленд), после окончания школы Сьюэлл работал молочником, но вскоре начал работать в шахтах. Он играл в футбол за местные школьные команды, за шахтёрский клуб «Келлс Сентр» и за «Уайтхейвен Таун». Его заметили скауты ноттингемской команды «Ноттс Каунти», и в 1942 году он подписал с клубом любительский контракт. В военное время в качестве гостя выступал за «Уэркингтон» и «Карлайл Юнайтед». В октябре 1944 года подписал свой первый профессиональный контракт с «Ноттс Каунти». После возобновления официальных турниров в Англии после окончания войны Сьюэлл стал лучшим бомбардиром «Ноттс Каунти» в сезонах 1946/47 и 1948/49. В сезоне 1949/50 помог своей команде выиграть Третий южный дивизион Футбольной лиги. Всего провёл за «Ноттс Каунти» 195 матчей и забил 104 гола.
В марте 1951 года перешёл в «Шеффилд Уэнсдей» за 34 500 фунтов, что стало не только британским, но и мировым трансферным рекордом, превзойдя по стоимости трансфер Тревора Форда в «Сандерленд» в 1950 году. 17 марта 1951 года Сьюэлл дебютировал за «Уэнсдей» в матче Первого дивизиона против «Ливерпуля», отметившись в нём забитым мячом. Всего в сезоне 1950/51 забил 6 голов в 10 матчах. В следующем сезоне забил за «сов» 23 гола. В общей сложности провёл за «Шеффилд Уэнсдей» 175 матчей и забил 92 гола.
В декабре 1955 года перешёл в бирмингемский клуб «Астон Вилла» за 20 тысяч фунтов. 3 декабря 1955 года дебютировал за «Виллу» в матче Первого дивизиона против «Шеффилд Юнайтед» на стадионе «Брэмолл Лейн», отметившись забитым мячом; матч завершился вничью со счётом 2:2. В «Вилле» Сьюэлл играл под руководством Эрика Хоутона, который ранее был его одноклубником, а затем и главным тренером в «Ноттс Каунти». В сезоне 1956/57 помог команде выиграть Кубок Англии, обыграв в финальном матче «Манчестер Юнайтед» со счётом 2:1. В октябре 1957 года сыграл в матче на Суперкубок Англии, на этот раз проиграв «Манчестер Юнайтед» со счётом 0:4. Всего провёл за «Виллу» 145 матчей и забил 40 голов.
В октябре 1959 года перешёл в «Халл Сити», выступавший во Втором дивизионе. Сумма трансфера составила 2000 фунтов. В 1961 году покинул клуб, сыграв за него 44 матча и забив 8 голов в рамках лиги.
В 1961 году переехал в Северную Родезию, где стал играющим тренером клуба «Сити оф Лусака» из города Лусака. В 1964 году Северная Родезия стала называться Замбией. Позднее Сьюэлл тренировал команды из Родезии (Зимбабве) и Заира (ныне — Демократическая Республика Конго).

## Карьера в сборной
14 ноября 1951 года дебютировал за главную сборную Англии в матче против сборной Северной Ирландии.
Всего провёл за сборную Англии шесть матчей и забил три гола, в том числе гол в ворота Венгрии в «матче века».
После того, как Замбия получила независимость от Великобритании в 1964 году, Сьюэлл стал первым капитаном сборной Замбии. Он сыграл за неё 10 матчей и забил 7 голов.

### Матчи за сборную Англии
| № | Дата           | Стадион                 | Соперник  | Результат | Голы Сьюэлла | Турнир             |
| - | -------------- | ----------------------- | --------- | --------- | ------------ | ------------------ |
| 1 | 14 ноября 1951 | «Вилла Парк», Бирмингем | Ирландия  | 2:0       |              | Домашний чемпионат |
| 2 | 25 мая 1952    | «Пратер», Вена          | Австрия   | 3:2       | 31′          | Товарищеский матч  |
| 3 | 28 мая 1952    | «Хардтурм», Цюрих       | Швейцария | 3:2       | 13′          | Товарищеский матч  |
| 4 | 4 октября 1952 | «Уиндзор Парк», Белфаст | Ирландия  | 2:2       |              | Домашний чемпионат |
| 5 | 25 ноября 1953 | «Уэмбли», Лондон        | Венгрия   | 3:6       | 15′          | Товарищеский матч  |
| 6 | 23 мая 1954    | «Непштадион», Будапешт  | Венгрия   | 1:7       |              | Товарищеский матч  |

## Достижения
Ноттс Каунти
- Чемпион Третьего южного дивизиона Футбольной лиги: сезоне 1949/50

Шеффилд Уэнсдей
- Чемпион Второго дивизиона Футбольной лиги: 1951/52

Астон Вилла
- Обладатель Кубка Англии: 1957
- Финалист Суперкубка Англии: 1957

Сборная Англии
- Победитель Домашнего чемпионата: 1951/52, 1952/53 (разделённые победы)

## Статистика выступлений
| Клуб             | Сезон            | Лига | Лига | Кубки | Кубки | Суперкубок Англии | Суперкубок Англии | Итого | Итого |
| Клуб             | Сезон            | Игры | Голы | Игры  | Голы  | Игры              | Голы              | Игры  | Голы  |
| ---------------- | ---------------- | ---- | ---- | ----- | ----- | ----------------- | ----------------- | ----- | ----- |
| Ноттс Каунти     | 1946/47          | 37   | 21   | 3     | 1     | 0                 | 0                 | 40    | 22    |
| Ноттс Каунти     | 1947/48          | 41   | 17   | 5     | 4     | 0                 | 0                 | 46    | 21    |
| Ноттс Каунти     | 1948/49          | 42   | 26   | 4     | 1     | 0                 | 0                 | 46    | 27    |
| Ноттс Каунти     | 1949/50          | 32   | 19   | 3     | 1     | 0                 | 0                 | 35    | 20    |
| Ноттс Каунти     | 1950/51          | 26   | 14   | 1     | 0     | 0                 | 0                 | 27    | 14    |
| Ноттс Каунти     | Итого            | 178  | 97   | 16    | 7     | 0                 | 0                 | 194   | 104   |
| Шеффилд Уэнсдей  | 1950/51          | 10   | 6    | 0     | 0     | 0                 | 0                 | 10    | 6     |
| Шеффилд Уэнсдей  | 1951/52          | 35   | 23   | 1     | 0     | 0                 | 0                 | 36    | 23    |
| Шеффилд Уэнсдей  | 1952/53          | 35   | 16   | 1     | 1     | 0                 | 0                 | 36    | 17    |
| Шеффилд Уэнсдей  | 1953/54          | 33   | 15   | 8     | 4     | 0                 | 0                 | 41    | 19    |
| Шеффилд Уэнсдей  | 1954/55          | 35   | 14   | 1     | 0     | 0                 | 0                 | 36    | 14    |
| Шеффилд Уэнсдей  | 1955/56          | 16   | 13   | 0     | 0     | 0                 | 0                 | 16    | 13    |
| Шеффилд Уэнсдей  | Итого            | 164  | 87   | 11    | 5     | 0                 | 0                 | 175   | 92    |
| Астон Вилла      | 1955/56          | 15   | 2    | 3     | 1     | 0                 | 0                 | 18    | 3     |
| Астон Вилла      | 1956/57          | 39   | 17   | 9     | 1     | 0                 | 0                 | 48    | 18    |
| Астон Вилла      | 1957/58          | 36   | 10   | 3     | 1     | 1                 | 0                 | 40    | 11    |
| Астон Вилла      | 1958/59          | 31   | 6    | 6     | 1     | 0                 | 0                 | 37    | 7     |
| Астон Вилла      | 1959/60          | 2    | 1    | 0     | 0     | 0                 | 0                 | 2     | 1     |
| Астон Вилла      | Итого            | 123  | 36   | 21    | 4     | 1                 | 0                 | 145   | 40    |
| Халл Сити        | 1959/60          | 27   | 3    | 1     | 0     | 0                 | 0                 | 28    | 3     |
| Халл Сити        | 1960/61          | 17   | 5    | 5     | 1     | 0                 | 0                 | 22    | 6     |
| Халл Сити        | Итого            | 44   | 8    | 6     | 1     | 0                 | 0                 | 50    | 9     |
| Всего за карьеру | Всего за карьеру | 509  | 228  | 54    | 17    | 1                 | 0                 | 564   | 245   |

## Личная жизнь
После завершения тренерской работы в Африке вернулся в Англию, жил в Ноттингеме и регулярно посещал матчи «Ноттс Каунти».
Умер в Ноттингеме в сентябре 2016 года в возрасте 89 лет.